# サン・ジョルジョ・ディ・ノガーロ
サン・ジョルジョ・ディ・ノガーロ（伊: San Giorgio di Nogaro）は、イタリア共和国フリウリ＝ヴェネツィア・ジュリア州ウーディネ県にある、人口約7,300人の基礎自治体（コムーネ）。

## 地理

### 位置・広がり

#### 隣接コムーネ
隣接するコムーネは以下の通り。括弧内のGOはゴリツィア県所属を示す。
- カルリーノ
- カスティオンス・ディ・ストラーダ
- グラード (GO)
- マラーノ・ラグナーレ
- ポルペット
- トルヴィスコーザ

### 気候分類・地震分類
サン・ジョルジョ・ディ・ノガーロにおけるイタリアの気候分類 (it) および度日は、zona E, 2466 GGである。
また、イタリアの地震リスク階級 (it) では、zona 3 (sismicità bassa) に分類される。

## 行政

### 分離集落
サン・ジョルジョ・ディ・ノガーロには、以下の分離集落（フラツィオーネ）がある。
- Chiarisacco, Galli, Porto Nogaro, Villanova, Zellina, Zuccola

## 姉妹都市
- フェルカーマルクト（ドイツ語版）、オーストリア
- Mezőhegyes、ハンガリー